# Грозів
Гро́зів — село в Україні, в Рівненському районі Рівненської області. Населення становить 843 осіб.
В 1577 році Грозів був селом, що належало до острозького замку, князів Острозьких, які платили з села від 5 дим. півдворищ, 4 город, а в 1583 році від 7 дим., 4 підсудків. В 1653 році від 6 дим.
В 19 століття в селі було 77 будинків, населення 656 чоловік, церква дерев'яна 1879 року, на місці старої. Велика власність належала Гольдману — 1910 десятин (в тому 710 лісу).
За переписом 1911 року до великої власності належало там 220 десятин.

## Історія
Перші найбільш достовірні відомості про Грозів є в описі актової книги Київського центрального архіву, де в записі 1570 року сказано, що «между (поміж) Грозовым, Верховом» проходить гранична смуга маєтностей різних власників Острозького відомства. Скарга за 1583 рік обвинувачує острозьких замкових охоронців, які «при пути на Грозов» затримали торговий «караван» і вилучили з нього велику частину найкращих товарів.
В актах 1648–1654 років Грозів у рядках: «под Грозовом», «в грозовском лесу», «к селу Грозову» кількаразово фігурує з приводу сутичок збройних загонів козаків, повсталих селян із ватагами польсько-шляхетського війська. Від 1753 року «Грозов» у числі 67 осель переходить з володінь маршалка Сангушка до князя Станіслав Любомирський, який тут розширив культивовані займи, збільшив податкові данини за сінокоси, випас, лісозруби.
Польський географічний словник 1882 року коментує «Грозув» («Grozów») як примітну оселю, розміщену між горами та обширними горбами, що з півдня і заходу оточена густими борами, у надрах яких є поклади сировини для випалювання вапна.
У книзі М.Теодоровича за 1889 рік сказано, що «село Грозов при небольшом пруде волости Хоровской» мало 77 дворів, 656 мешканців. Тоді воно було власністю княгині Корженецької (з роду магнатів Іллінських).
У 1906 році село Хорівської волості Острозького повіту Волинської губернії. Відстань від повітового міста 10 верст, від волості 7. Дворів 88, мешканців 513.
У 1935 році в селі проживало 644 чоловіка. Довідник 1947 року трактує «Грозів» як село зі своєю сільрадою, котре в 60-х роках відходить під адміністрування сусіднього Грем'ячого, до якого приналежне й зараз.
З 2020 року у складі Острозької міської громади, до 2020 року було у складі Грем'яцької сільської ради.

## Населення

### Мова
Розподіл населення за рідною мовою за даними перепису 2001 року:
| Мова       | Кількість | Відсоток |
| ---------- | --------- | -------- |
| українська | 834       | 98.93%   |
| вірменська | 5         | 0.59%    |
| російська  | 4         | 0.48%    |
| Усього     | 843       | 100%     |

## Походження назви
У назві Грозів є кінцеве (суфіксальне) «ів» («ов») для вираження приналежності, тобто ніби відповіді «кому належить іменований об'єкт». Віднявши його, матимемо «Гроз», що як укорочене від прізвища (прізвиська) Гроза, котре документується десь з XV столітті («Ивашко Гроза, крестьянин Черенчинского погоста», 1498 рік). Таке «Гроз» («Гроза») могло бути витворене з частини давньоруських імен з ряду Грозимир (Гроз-и-мир), де побажання народженому: «Хай стане міцним, грізним, нехай відстоює мир!» На цей здогад спонукає засвідчене з 1495 року ім'я «Грозим» («за Петра а [і] Грозима»), що звично сформувалось шляхом укорочення вищенаведеного Грозимир. Менш ймовірно вбачати в «Гроза» безпосередньо втілене однозвучне слово якогось переносного значення: «грізний», «небезпечний», «жорстокий», «дуже сильний» тощо.
І так: Грозів — безсумнівна відособова назва, приховавша значення «оселя, котру заснував, фондував, привласнив чоловік з іменем, прізвищем чи прізвиськом Гроза», що існує з різними похідними в наші дні, як Грозик, Грозимко, Грозюк, Грозишин або навіть Грозовський.

## Церква

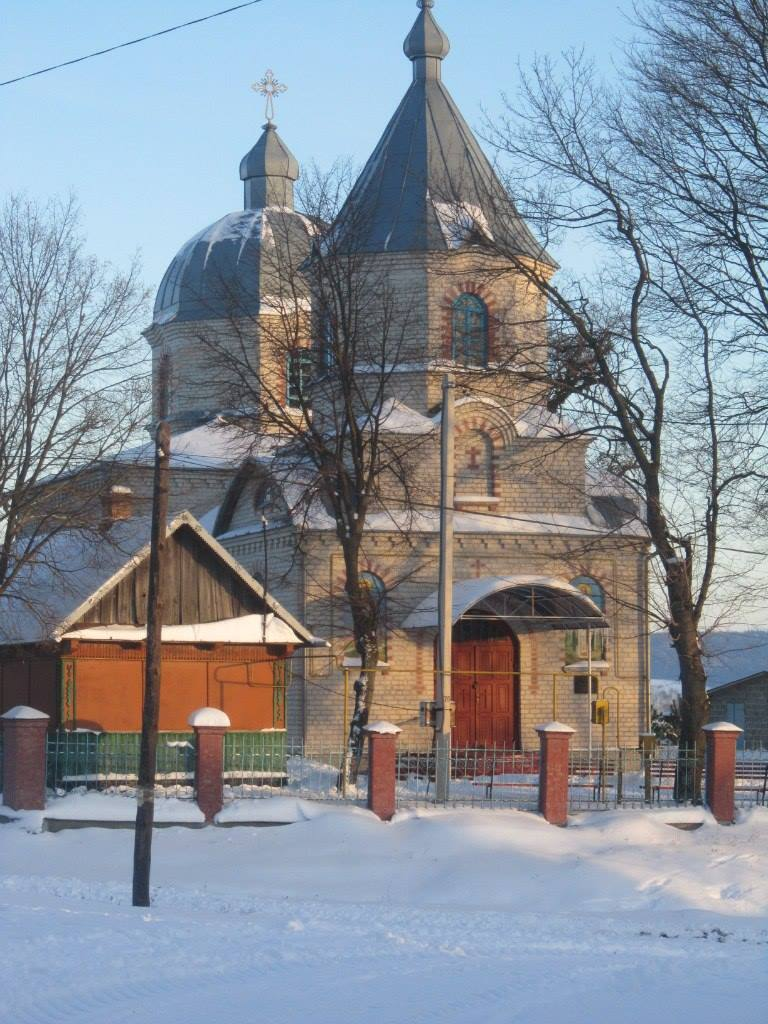
Церква в ім'я Народження Пресвятої Богородиці села Грозів

У селі є започаткована в 1879 році церква Різдва Пресвятої Богородиці з благодатною Іконою Богоматері, святкове возвеличення якої припадає на 8 вересня. Тут зберігалися копії метричних книг з 1809 року, опис церковної землі площею понад 20 десятин. Серед перших священиків у 1791–1824 роках був Павло Каплич.
Церква в ім'я Народження Пресвятої Богородиці побудована в 1742 р. на кошти прихожан, освячена 30 січня 1879 р.(до наших днів не збереглась). Дерев'яна на кам'яному фундаменті разом з такою ж дзвіницею. У храмі знаходилась благодатна ікона Богоматері. Велике скупчення людей було на великі свята. Опис церковного майна був проведений в 1884 р. Церква володіла 1 десятиною садиби, 10 десятинами орної землі, 3 десятини сінокосу та 2 десятини під хутором та пасікою. Школи не було. З 13 березня 1883 р. була церквою сіл: Грозів, Грем'яче, Попівці. Дворів 77, прихожан 656 осіб.
У 1945 році Церква в ім'я Народження Пресвятої Богородиці села Грозів начислювала 300 прихожан. Церква — дерев'яна, площею 90 кв. м. 26 березня 1947 р. відбулося зібрання прихожани (253 людини) села Грозів, на якому обрали церковну двадцятку(22 людини), голову церкви, старосту, помічника старости та касира. Голова церкви — Рихлицький Михайло, церковний староста — Тишко Матвій Степанович, помічник церковного старости — Федорук Олексій Романович, касир — Сколь Григорій Іванович. Рішення даного зібрання записано у протоколі від 26.03.1947 р.
31 березня 1947 р. було укладено «Типовий договір» між громадою с. Грозів та Ісполкомом Острозького Совета депутатів, у якому офіційно затверджено релігійну громаду села Грозів та її зобов'язання зберігати церковне майно та використовувати його за цільовим призначенням.
З документу «Единовременный учет религиозного обьединения» відомо, що Церкву в ім'я Народження Пресвятої Богородиці села Грозів у період з 1959 по 1962 рр. не закривали, а службу відвідували 300 чоловік.
Станом на 26.05.1961 р. із «Списку діючих релігійних общин і храмів по Острозькому районі Рівненської області» можна дізнатись, що в церкві села Грозів службу проводив Славинський Кирило Степанович.
В архівних документах міститься інформація про дохід релігійних громад Острозькому районі в 1960–1962 рр. Із даного списку «Про церковні доходи» відомо, що дохід Грозівського храму з 1960 по 1961 р. зменшився, а з 1961—1962 р. — збільшився (1960 р. — 1870, 1961 р. — 1835, 1961 р. — 2967).
Облікових дані «На релігійне об'єднання православної церкви села Грозів» повідомляють нас про те, що з 1968 по 1976 р. настоятелем грозівської церкви був Трофимчук Іван Степанович, в 1976 р. церковним старостою Церкви в ім'я Народження Пресвятої Богородиці був Шевчук Антон Максимович, заступником (помічником) старости — Тишко Сергій Романович, касиром — Демчук Северин. Церковний хор складався з 10 хористів.
В 1981 р. відбулося зібрання релігійної громади села Грозів, згідно з яким старостою залишився Шевчук Антон Максимович, заступником старости був обраний Чехолка Арсен Олександрович, касир — Покотило Іван Матвійович.
11.08.1982 р. грозівська двадцятка церкви Різдва Богородиці просить у Острозької Районної Ради дозвіл на проведення ремонтних робіт храму.
13.06.1990 р. Острозької районна Рада народних депутатів Ровенської області дала згоду на будівництво нового храму в селі Грозів та надала для цього необхідні матеріали.
14.09.1991 р. — почато будівництво нової церкви. У 1992 р. — будівництво завершене. Побудовано нову церкву Свято-Різдва Богородиці села Грозів завдяки відданій праці церковних старост Герчука Степана та Тимчука Євгенія. З 1992 р. і по сьогодні настоятелем Грозівської церкви є Кухарчук Олександр Володимирович. Церква підпорядкована УПЦ МП. Сьогодні кількість вірян становить 800 чоловік.
12.02.2001 р. було освячено церкву Свято-Різдва Богородиці села Грозів благочинним протоіреєм Ростиславом Трепачуком. В 2002 році завершено реконструкцію церкви. Рішенням сесії Грем'яцької сільської ради № 29 від 26.04.1991 року було виділено земельну ділянку для обслуговування культової будівлі.

## Іменовані об'єкти
У Грозові є іменовані об'єкти: Березняки — березові гайки; Біля ставка — криничне джерельце неподалік ставка; Видумка — давня назва сільської вулиці, де поняття «затіяна кимось оселя»; Гора — висотна дільниця села (тепер однойменна вулиця); Діброва — хутір з однойменному урочищі, де був ліс з перевагою листяних (дубових) дерев; Завидівський — хутір (з 1950 року — село Прогрес) неподалік колишнього села Завидова; Загуменки — старовинна околиця за «гумнами», тобто неподалік житлово-господарських забудов; Корчунок — сільська дільниця на місці викорчуваного лісу; Нова — вулиця «нових» забудов; Святня — хутір з однойменною назвою джерельної криниці, де проводили ритуали життєдайної води й де, за оповідями, була витворена вже згадана ікона Богоматері; Село — центр оселі; Сонячна — вуличка на «відсонні»; Сорокове — луг, випас на маєтності Сороки; Шкільна — вулиця в околиці школи.
Річка Заводна, що витікає з південних околиць села Верхова й формує після 6-кілометрового плину під Грозовом ставок, мабуть, втілює у назві поняття «та, що за водяним простором або урочищем Водне». Таку назву має ще річка й болото на Кіровоградщині.

## Ветерани Другої світової війни

### Зиновій Іларіонович Соболь

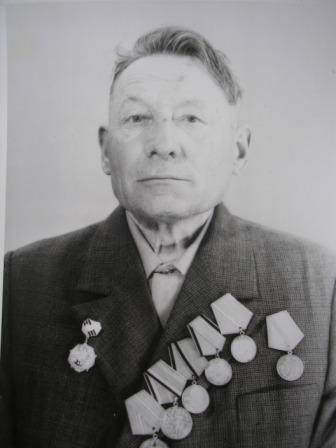
Зиновій Іларіонович Соболь

Зиновій Іларіонович Соболь — 1919 року народження, у сороковому році був призваний до Червоної армії. Служив у 498-у артилерійському полку у Сімферополі. З початку нацистської агресії охороняв Північну гавань Севастополя. З наближенням лінії фронту вихідців із західноукраїнських областей було переведено у військові формування, які готували оборонні укріплення. Під Феодосією потрапили у вороже оточення, опинилися у тимчасовому концтаборі, з якого невдовзі йому вдалося втекти.
Після знищення Грозова, де народився і ріс, Зіновій Соболь разом із дружиною  жили в рідних на Монастирку, що біля Острога. А звідти після звільнення Острожчини від загарбників, Зіновій знову був призваний до лав діючої армії.  Після збору у місті Баранівка (що на Житомирщині), мобілізованих відправили на перепідготовку аж у місто Саратов, на Волзі, а звідти — на фронт під Вітебськ. Воював в складі 1124 сп 334 сд 1 ПрибФ, як багато хто із жителів Острожчини. Брав участь у операції «Багратіон». У кровопролитних боях в ролі другого номера навідника танкового кулемета при прориві оборони противника 23.06.1944 недалеко від населеного пункту Шуміліно Вітебської області Білорусь солдат був поранений, внаслідок чого йому було ампутовано ліву руку нижче ліктя. Лікувався у місті Володимирі Російської Федерації, і під осінь 1944 року був демобілізований через інвалідність.
Зіновій Іларіонович Соболь нагороджений медалями «За бойові заслуги», «За перемогу над Німеччиною у Великій Вітчизняній війні 1941—1945 рр.», орденом Вітчизняної війни, а також медалями у зв'язку з ювілеями перемоги у німецько-радянській війні.
У повоєнні роки працював секретарем сільської ради, діловодом у школі, головою ревізійної комісії у місцевому колгоспі.